# Luksemburg
Luksemburg, službeno Veliko Vojvodstvo Luksemburg (luks. Groussherzogtom Lëtzebuerg, njem. Grossherzogtum Luxemburg, fra. Grand-Duché de Luxembourg), država je u zapadnoj Europi. Graniči s Njemačkom na istoku, Francuskom na jugu i Belgijom na zapadu i sjeveru. Jedna je od 6 država osnivača Europske unije.

## Povijest
Zametak današnjeg Luksemburga nastao je još 963. kada je grof Siegried dobio u posjed utvrdu Lützenburg. U 12. i 13. stoljeću grofovija se znatno proširila, a iz jake porodice Luksemburžana bili su i njemački carevi (1346. – 1437.) i češki kraljevi (1311. – 1437.). Car Karlo IV. (1346. – 1378.) podigao je 1354. Luksemburg na rang vojvodstva. Od 1441. pripadao je vojvodstvu Burgundiji, a 1477. zajedno je dospio pod vlast Habsburgovaca. Luksemburg je 1659. morao Francuskoj odstupiti lorenski dio vojvodstva, pa je između 1689. i 1697. čitav teritorij bio pod francuskom vlašću. Od 1714. bio je dio Nizozemske te ponovno u posjedu Habsburgovaca, a 1795. opet ga je priključila Francuska.
Odlukom Bečkog kongresa Luksemburg je 9. rujna 1815. postao autonomno veliko vojvodstvo, doduše preko vladarske kuće Oranje-Nassau u personalnoj uniji s Nizozemskom, iako je bio član Njemačkog saveza. Godine 1839. više od polovice teritorija vojvodstva s većinskim valonskim stanovništvom pripalo je novonastaloj Belgiji. Nakon raspuštanja Njemačkog saveza (1866.) Luksemburg je postao neovisna država, a Londonskim sporazumom od 11. svibnja 1867. obvezao se na potpunu neutralnost. Godine 1868. dobio je Ustav (na snazi i danas), a izumrćem oranjske kuće (1890.) i svoju vladarsku kuću Nassau-Weilburg, koja još vlada.
U 1. svjetskom ratu Njemačka nije poštovala luksemburšku neutralnost, nego ga je zauzela (1914. – 1918.), baš kao i u 2. svjetskom ratu (1940. – 1944.).
Godine 1948. Luksemburg je odustao od neutralnosti i 1949. uključio se u NATO te u poratnom vremenu postao važan zagovornik europskog udruživanja. S Belgijom je još od 25. srpnja 1921. u carinskoj i trgovinskoj uniji, a poslije 2. svjetskog rata s Belgijom i Nizozemskom osnovao je Benelux (1. siječnja 1948. carinska, od 1. siječnja 1960. i gospodarska unija).
Član Vijeća Europe postao je 1948. Europskog udruženja za ugljen i čelik (današnji EU) 1951., a Europske gospodarske zajednice 1957. U isto vrijeme je grad Luksembourg postao jedan od triju "glavnih gradova" udružene Europe (Glavno tajništvo Europskog parlamenta, Europski sud, Europska investicijska banka, Europski statistički ured Eurostat).
Od 1. siječnja 1999. Luksemburg je član EMU sa zajedničkom valutom eurom (jedini koji je 1996. potpuno ispunjavao tzv. konvergentna mjerila).

## Zemljopis
Luksemburg leži u Zapadnoj Europi između Belgije na zapadu, Njemačke na istoku i Francuske na jugu. Na sjeveru je prokrajina Ösling od devonskih škrinjavaca i pješčenjaka, koja pripada sredogorju Ardena. To je većinom zaravnan kraj na nadmorskoj visini 300 – 500 m, u koji su se urezale uske doline rijeke Sûre i njezinih pritoka. Južni dio je pokrajina Gutland, geološki dio Lorenske stepenaste pokrajine od mezozojskih stijena, s karakterističnim strukturnim stepenicama većinom od vapnenca i pješčenjaka.
Podneblje je umjereno oceansko. U Öslingu je 800 – 950 mm padalina, u Gutlandu 1000 mm, a u dolini rijeke Moselle samo 700 mm. Luxembourg (s. m. t. siječanj 0,3 ºC, srpanj 17,4 °C, 740 mm padalina.
Kod voda, možemo istaknuti da je najveća je rijeka Moselle (550 km) na istočnoj granici, a teče u Rajnu; njezin je najveći pritok Sûre/Sauer (143 km). Vode s krajnjega jugozapadnog djela prema rijeci Meuse.
Kod tla i vegetacije, može iznijeti da su najplodija tla na laporastoj i vapnenastoj podlozi na jugu i dolini rijeke Moselle. Prirodnu vegetaciju čine listopadnje šume (prije svega bukve i ponegdje hrasta). Šume pokrivaju 34 % površine, ponajviše u Öslingu.
Državni teritorij Luksemburga je upravno-politički podijeljen na tri distrikta, 12 kantona i 118 općina. Prirodno tektonski se razlikujku dva velika podrucja: brežuljkasti Éisleck (njem. Ösling) na sjeveru s 32 % i nizinski Gutland na jugu sa 68 % današnjeg državnog teritorija. Najveća dužina sjever-jug iznosi 82 km, a najveća širina istok-zapad 57 km. Najviši vrh je visok 558 m (Buurgplaaz) u mjestu Huldange, a najniža točka je ušće rijeke Sauer u Mosel u gradu Wasserbilligu na 129 m nadmorske visine.

## Politička podjela
Luksemburg je podijeljen na tri distrikta koji su dalje podijeljeni na kantone i općine (Gemeng), kojih ima 116, to su:
- Dikrech, sastoji se od 5 kantona:

- 1. Klierf, s općinama /8/ (gemengen): 1. Ëlwen, 2. Hengescht, 3. Housen, 4. Klierf, 5. Konstem, 6. Munzen, 7. Wäisswampech, 8. Wëntger.
- 2. Dikrech, 12 općina: 9. Bettenduerf, 10. Buerschent, 11. Dikrech, 12. Feelen, 13. Ettelbréck, 14. Houschent, 15. Iermsdref, 16. Ierpeldeng, 17. Mäerzeg, 18. Miedernach, 19. Reisduerf, 20. Schieren.
- 3. Réiden, općine /10/: 21. Biekerech, 22. Ell, 23. Groussbus, 24. Préizerdaul, 25. Rammerech, 26. Réiden/Atert, 27. Sëll, 28. Useldeng, 29. Viichten, 30. Wal
- 4. Veianen 3 općine: 31. Pëtscht, 32. Tandel, 33. Veianen
- 5. Wolz 10 općina: 34. Bauschelt, 35. Esch-Sauer, 36. Eschweiler, 37. Géisdref, 38. Heischent, 39. Kiischpelt, 40. Néngsen, 41. Stauséigemeng, 42. Wanseler, 43. Wolz

- Gréiwemaacher, sastoji se od 3 kantona:

- 1. Iechternach, 8 općina: 44. Bäerdref, 45. Bech, 46. Beefort, 47. Iechternach, 48. Konsdref, 49. Mompech, 50. Rouspert, 51. Waldbëlleg.
- 2. Gréiwemaacher, 8 općina: 52. Betzder, 53. Biwer, 54. Fluessweller, 55. Gréiwemaacher, 56. Jonglënster, 57. Manternach, 58. Mäertert, 59. Wuermeldeng
- 3. Réimech, od 10 općina: 60. Bus, 61. Biermereng, 62. Duelem, 63. Lenneng, 64. Munneref, 65. Réimech, 66. Schengen, 67. Stadbriedemes, 68. Waldbriedemes, 69. Wellesteen

- Lëtzebuerg, sastoji se od 4 kantona:

- 1. Kapellen od 11 općina: 70. Nidderkäerjeng, 71. Kënzeg, 72. Dippech, 73. Garnech, 74. Habscht, 75. Kielen, 76. Käerch, 77. Koplescht, 78. Mamer, 79. Simmer, 80. Stengefort
- 2. Esch-Uelzecht, od 14 općina: 81. Beetebuerg, 82. Déifferdeng, 83. Diddeleng, 84. Esch-Uelzecht, 85. Fréiseng, 86. Keel, 87. Leideleng, 88. Monnerech, 89. Péiteng, 90. Reckeng op der Mess, 91. Réiser, 92. Rëmeleng, 93. Schëffleng, 94. Suessem.
- 3. Lëtzebuerg od 11 općina: 95. Bartreng, 96, Hesper, 97. Konter, 98. Lëtzebuerg, 99. Nidderaanwen, 100. Sandweiler, 101. Schëtter, 102. Steesel, 103. Stroossen, 104. Walfer, 105. Weiler-la-Tour.
- 4. Miersch, od 11 općina: 106. Béiwen-Atert, 107. Biissen, 108. Fëschbech, 109. Fiels, 110. Hiefenech, 111. Kolmer-Bierg, 112. Lëntgen, 113. Luerenzweiler, 114. Miersch, 115. Noumer, 116. Tënten.

## Geopolitika
Luksemburg je zbog geografskog položaja prirodno i povijesno raskrižje prema Belgiji, Njemačkoj i Francuskoj. Iako je bio pod nadzorom  mnogih država i vladarskih kuća, sve od 10. st. sačuvao je političku zasebnost. Prijestolnica Luksembourg utemeljena je 963. na geostrateškoj poziciji prema kojoj je prozvana »sjevernim Gibraltarom«. U geopolitičkom smislu Luksemburg karakteriziraju  položaj u diobnom pojasu njemačko-francuskoga jezičnog područja te lokacija između rijeka Meusse i Moselle, koridora prema sjevernomorskim lukama. Iako je odlukom Bečkog kongresa 1815. pravno nezavisan, zbog položaja u zoni dodira jačih žarišta moći uključivan je u različite saveze sa susjednim zemljama. Valonsko (francusko) govorno područje odstupio je 1830-tih Belgiji, a do 1866. bio je članom Njemačkog saveza.
Uoči 1. svjetskog rata i tijekom njegova trajanja Luksemburg je bio strateški važan Njemačkoj i Francuskoj zbog ležišta željezne rude. Njegovo tamponsko značenje između ovih sila osnaženo je gospodarskim savezom s Belgijom 1922. odnosno članstvom u Beneluksu od 1947. Geoprometni položaj Luksemburga između industrijskih regija Brabanta (Belgija-Nizozemska), Ruhra (Njemačka) i Lotaringije (Lorraine, Francuska) olakšao je njegov poratni razvoj. Heterogeni sastav stanovništva pospješio je regionalnu kulturu i gospodarsku integraciju Luksemburga, a pripadnost susjednih država istome vojno-političkom savezu (NATO), kojem je i sam pristupio 1949, otklonio je geopolitički i geostrateški pritisak.

## Gospodarstvo
Gospodarski sastav po djelatnostima (2000.): 
- primarne 1 %
- sekundarne 20 %
- tercijarne 79 %

### Industrija
U Luksemburgu je razvijena industrija teških metala.Luksemburg je vodeća zemlja po proizvodnji čelika po broju stanovnika. Većina rude je iz uvoza, jer su domaća nalazišta željeza iscrpljena za vrijeme industrijske revolucije. Kameni ugljen ili koks koji je prijeko potreban je iz uvoza.

### Šumarstvo
Luksemburg ima 80 000 šuma (34 % površine), prije svega listopadnih šuma u Öslingu na sjeveru.

### Turizam
Oko 800,000 inozemnih turista na godinu; prevladava jednodnevni shopping turizam, poglavito iz Njemačke.

### BDP
Luksemburg ima jedan od najviših BDP-ova na svijetu, oko 80 000 US$, što je po podacima MMF-a drugi najviši BDP po stanovniku na svijetu (odmah iza Katara), a prvi u Europi.

## Stanovništvo
- rodnost (2000.): 12 ‰
- smrtnost (2000.): 9 ‰
- Očekivana životna dob (2000.): 77 godina
- Narodnosni sastav (2000.): Luksemburžani 67 %, Portugalci 13 %, Talijani 5 %, Francuzi 4 %, Nijemci 2 %
- vjerski sastav (2000.): rimokatolici 95 %
- pismenost (2000.):  muškarci 100 %, žene 100 %
- vidjeti: popis gradova u Luksemburgu

## Prirodne i kulturne znamenitosti
- Clervaux, slikoviti gradić u dolini rijeke Clerve na sjeveru države. Zamak iz 12. – 17. stoljeća i veliki benediktinski samostan.
- Echternach, grad na rijeci Sûre na luksemburško-njemačkoj granici. Romanička bazilika sv. Wilibrorda sa svečevim grobom (11. – 13. stoljeće, hodočasničko mjesto).
- Luxembourg, glavni grad države i poslovno središte nad slikovitim sutjeskama rijeke Alzette i njezina potoka Pétrusse. Stari dio grada opasan je djelomice sačuvanim zidinama (dio UNESCO-ove svjetske baštine); renesansna vojvodska palača (1572.), katedrala Notre Dame (17. stoljeće), Državni muzej.
- Vianden, slikovit gradić u dolini rijeke Our. Gotička crkva iz 13. stoljeća, povrh grada razvaline starog grada (12. – 17. stoljeće).

## Vanjske poveznice

### Ostali projekti
|  | Zajednički poslužitelj ima stranicu o temi Luksemburg    |
|  | Zajednički poslužitelj ima još gradiva o temi Luksemburg |
|  | Zajednički poslužitelj sadrži atlas Luksemburga          |